# Кочки Большие
 Кочки Большие — опустевшая деревня в Ильинском районе Ивановской области. Входит в состав Аньковского сельского поселения.

## География
Находится в западной части Ивановской области на расстоянии приблизительно 8 км на юго-восток по прямой от районного центра села Ильинское-Хованское.

## История
В 1859 году здесь (тогда деревня Кочки в составе Юрьевского уезда Владимирской губернии) был учтен 21 двор. Дата разделения деревни на Кочки Большие и Малые неизвестна.

## Население
Постоянное население составляло 136 человек (1859 год), 0 как в 2002 году, так и в 2010.